# Anzeichnen
Als Anzeichnen benennt man das Markieren geeigneter Punkte oder Linien auf einem Werkstück. Dies dient der Vorbereitung einer oder mehrerer nachfolgenden Arbeitsschritte.
Der Vorgang wird, überwiegend im Metallbau, auch als Anreißen bezeichnet.
Hier wird das Anzeichnen beispielhaft an der Herstellung von Brillen geschildert.
Um die vom Hersteller mit einem bestimmten Durchmesser gelieferten Brillengläser maß- und passgenau in die Brillenfassung einzuarbeiten, ist neben dem Schleifen der Brillengläser vorher der Arbeitsschritt „Anzeichnen“ notwendig. Dabei wird zunächst geprüft, ob die vorgegebene dioptrische Wirkung des bildseitigen Scheitelbrechwerts eines Brillenglases mit den Herstellerangaben übereinstimmt. Dazu wird mittels Scheitelbrechwertmesser die Sphäre, der Zylinder, seine Achslage und – falls erforderlich – die prismatische Wirkung und ihre Basislage gemessen. Bei einem Mehrstärkenglas werden zusätzlich die Messdaten für den Nahbereich mit den Herstellerangaben abgeglichen. Anschließend erfolgt die Anzeichnung des Bezugspunktes die Zentrierung. Dazu werden auf der Oberfläche des Brillenglases drei Punkte mit einer leicht ablösbaren Farbe markiert.